# Jubilee (Marvel Comics)
Jubilee (volledige naam Jubilation Lee) is een fictieve superheldin uit de strips van Marvel Comics, en een voormalig lid van de X-Men. Ze werd bedacht door Chris Claremont en Marc Silvestri, en verscheen voor het eerst in aflevering 244 van Uncanny X-Men (augustus 1989).
Jubilee is een mutant met de gave om explosieve energievonken te genereren. Begin 1990 was ze het jongste lid van de X-Men, en vaak de helper van Wolverine.

## Biografie
Jubilation Lee is van Chinees-Amerikaanse afkomst. Ze werd geboren in Beverly Hills, Californië, waar ze met haar rijke ouders woonde. Haar ouders werden echter vermoord door huurmoordenaars, en zelf belandde ze in een weeshuis. Ze liep weg en verstopte zich in een winkelcentrum in Hollywood waar ze stal om te overleven. Ze ontdekte voor het eerst haar gave om verblindend en explosief "vuurwerk" te creëren toen ze zich verstopte voor een bewaker in het winkelcentrum. Ze begon deze krachten te gebruiken om geld te verdienen, maar werd al snel doelwit van de mutantenjagers bekend als M-Squad. Ze werd gered door Dazzler, Psylocke, Rogue en Storm. Ze volgde hen door de door Gateway gecreëerde poort naar de tijdelijke basis van de X-Men in het Australische binnenland. Ze ontdekte uiteindelijk de door de Reavers gevangen Wolverine, en hielp hem ontsnappen.
Wolverine bracht Jubilee naar professor X, die haar toeliet op zijn school. Zij en Wolverine kregen een soort vader-dochterband en werden vaak samen op missies gestuurd. Jubilee werd zelf lid van een van de X-Men-teams. Ze vormde tevens een hechte band met professor X en Beast.
Toen ze vond dat ze even rust nodig had vanwege alle stress op de school sloot Jubilee zich aan bij een ander mutantenteam, genaamd Generation X. Dit team werd geleid door Banshee en Emma Frost, en bestond verder uit Husk, Synch, M, Chamber, Skin, en Penance. Hier onderging Jubilee extra gevechtstraining en hielp het team zijn aartsvijand Emplate te verslaan.
Nadat Generation X uiteenging vertrok Jubilee naar Los Angeles voor een carrière als actrice, maar dat liep niet helemaal zoals gepland. Daarom sloot ze zich aan bij het X-Corps.
Jubilee werd uiteindelijk opgezocht door een lang verloren familielid, haar tante Hope. Hope adopteerde Jubilee, zodat ze even rust kon nemen van het leven bij de X-Men. Later bleek echter dat Hope betrokken was bij een aantal criminele activiteiten (ze was zelf een huurmoordenares), en kwam Hope om het leven bij een aanslag. Daarom trok Jubilee weer in bij Wolverine.
Na afloop van de serie House of M verloor Jubilee, net als duizenden andere mutanten, haar krachten door toedoen van Scarlet Witch. Er gaan echter geruchten dat ze in de toekomst haar krachten weer terug zal krijgen, maar hoe is nog niet bekend.

## Krachten en vaardigheden
Jubilee heeft momenteel geen krachten meer.
Vroeger had ze de gave om energievonken en schoten te genereren vanuit haar handen en vingertoppen. Ze refereerde vaak naar deze schoten als "vuurwerk". Deze energievonken konden de vorm aannemen van ballen, stromen en andere vormen, en konden mentaal door Jubilee worden gestuurd. De kracht van de energie varieerde van enkel een verblindend licht tot krachtige explosies, waarmee ze objecten kon vernietigen. Jubilee kon dit vuurwerk ook zonder enige schade weer absorberen.
Tijdens haar periode bij Generation X onthulde Emma Frost dat Jubilee de tot nu toe ongebruikte gave had om materie op het sub-atomaire niveau te doen ontploffen, wat in theorie hetzelfde effect heeft als een fusiebom.
Gedurende de eerste strips waarin ze verscheen had Jubilee ook immuniteit voor telepathie, maar dit verdween later. Ze heeft deze gave nog een aantal maal gebruikt om zichzelf te verbergen voor telepaten en voor de scanners van Sentinels.
Jubilee is tevens een getalenteerde turnster en gebruikte deze gaven vroeger vaak om te ontsnappen aan de bewakers in het winkelcentrum. Ook is ze bovengemiddeld in gevechten.

## Jubilee in andere media

### Televisie
- Jubilee had een vaste rol in de animatieserie X-Men uit 1992, waarin haar stem werd gedaan door Alyson Court. Ze was in deze serie lid van het vaste team van de X-Men, en kwam in vrijwel alle afleveringen voor. Ook in deze serie had ze een soort vader-dochterrelatie met Wolverine.

- Jubilees eerste live-action-tv-optreden was in de televisiefilm Generation X uit 1996. Jubilee werd hierin gespeeld door Heather McComb. In de film was Jubilee een van de hoofdpersonen.

- In de animatieserie X-Men: Evolution verscheen Jubilee een aantal malen als lid van de New Mutants. Haar stem werd gedaan door Chiara Zanni.

### Films
Jubilee verscheen in alle drie de X-Men-films, maar haar rol was telkens beperkt tot een cameo. In X-Men werd ze gespeeld door Katrina Florece en in X2: X-Men United en X-Men: The Last Stand door Kea Wong. In de eerste film maakte ze onder andere een cameo in het klaslokaal waar Storm lesgeeft. In X2 verscheen ze in een verwijderde versie van de museumscène uit het begin, waarin haar krachten werden getoond. Ook is ze even te zien tijdens het gevecht tussen Jean Grey en Scott. Ze verschijnt tevens in de laatste scène, waarin ze met professor X praat. In X-Men: The Last Stand verscheen ze in de eerste 10 minuten van de film.

### Computer/videospellen
Jubilee verscheen als bespeelbaar personage in enkele X-Men-videospellen. Zo komt ze voor in o.a. Marvel vs Capcom en X-Men Legends.